# Costa Rica ai Giochi della XXVIII Olimpiade
La Costa Rica partecipò ai Giochi della XXVIII Olimpiade, svoltisi ad Atene, Grecia, dal 13 al 29 agosto 2004, con una delegazione di 20 atleti impegnati in sei discipline.

## Delegazione
| Sport     | Uomini | Donne | Totale |
| --------- | ------ | ----- | ------ |
| Calcio    | 14     | -     | 14     |
| Ciclismo  | 1      | 1     | 2      |
| Judo      | 1      | -     | 1      |
| Nuoto     | -      | 1     | 1      |
| Taekwondo | 1      | -     | 1      |
| Tiro      | -      | 1     | 1      |
| Totale    | 17     | 3     | 20     |

## Risultati

### Calcio
| Q | Qualificato al turno successivo per la Classifica in qualificazione                                                          |
| q | Qualificato per il turno successivo per ripescaggio o, negli eventi su campo, conquistando la misura minima per qualificarsi |

| Squadra            | Torneo   | Girone               | Girone               | Girone               | Girone | Quarti               | Semifinali           | Finale / FB          | Pos.            |
| Squadra            | Torneo   | Avversario Risultato | Avversario Risultato | Avversario Risultato | Pos.   | Avversario Risultato | Avversario Risultato | Avversario Risultato | Pos.            |
| ------------------ | -------- | -------------------- | -------------------- | -------------------- | ------ | -------------------- | -------------------- | -------------------- | --------------- |
| Nazionale maschile | Maschile | Marocco N 0–0        | Iraq P 0–2           | Portogallo V 4–2     | 2ª Q   | Argentina P 0–4      | non qualificati      | non qualificati      | non qualificati |

### Ciclismo

#### Mountain bike
Maschile
| Atleta              | Evento        | Tempo    | Classifica |
| ------------------- | ------------- | -------- | ---------- |
| José Adrián Bonilla | Cross country | 2h27'13" | 26º        |

Femminile
| Atleta          | Evento        | Tempo             | Classifica |
| --------------- | ------------- | ----------------- | ---------- |
| Karen Matamoros | Cross country | Doppiata (1 giro) | 23ª        |

### Judo
Maschile
| Atleta          | Evento | Preliminari              | 16-esimi             | Ottavi               | Quarti               | Semifinali           | Ripescaggio          | Finale               | Pos.            |
| Atleta          | Evento | Avversario Punteggio     | Avversario Punteggio | Avversario Punteggio | Avversario Punteggio | Avversario Punteggio | Avversario Punteggio | Avversario Punteggio | Pos.            |
| --------------- | ------ | ------------------------ | -------------------- | -------------------- | -------------------- | -------------------- | -------------------- | -------------------- | --------------- |
| David Fernández | -60 kg | Aburto (MEX) P 0000–0002 | non qualificato      | non qualificato      | non qualificato      | non qualificato      | non qualificato      | non qualificato      | non qualificato |

### Nuoto
Femminile
| Atleta       | Evento             | Batteria  | Batteria   | Semifinale | Semifinale | Finale          | Finale          |
| Atleta       | Evento             | Risultato | Classifica | Risultato  | Classifica | Risultato       | Classifica      |
| ------------ | ------------------ | --------- | ---------- | ---------- | ---------- | --------------- | --------------- |
| Claudia Poll | 200 m stile libero | 1'59"50   | 2ª Q       | 1'59"79    | 10ª        | non qualificata | non qualificata |
| Claudia Poll | 400 m stile libero | 4'09"75   | 9ª         | N.D.       | N.D.       | non qualificata | non qualificata |

### Taekwondo
Maschile
| Atleta              | Evento | Ottavi               | Quarti                | Semifinali           | Ripescaggio 1        | Ripescaggio 2        | Finale / FB          | Pos.            |
| Atleta              | Evento | Avversario Punteggio | Avversario Punteggio  | Avversario Punteggio | Avversario Punteggio | Avversario Punteggio | Avversario Punteggio | Pos.            |
| ------------------- | ------ | -------------------- | --------------------- | -------------------- | -------------------- | -------------------- | -------------------- | --------------- |
| Kristopher Moitland | +80 kg | Sanon (HAI) V 3–2    | Gentil (FRA) P (−1)–4 | non qualificato      | non qualificato      | non qualificato      | non qualificato      | non qualificato |

### Tiro a segno/volo
Femminile
| Atleta          | Evento                      | Qualificazioni | Qualificazioni | Finale          | Finale          |
| Atleta          | Evento                      | Punti          | Classifica     | Punti           | Classifica      |
| --------------- | --------------------------- | -------------- | -------------- | --------------- | --------------- |
| Grettel Barboza | Pistola 10 m aria compressa | 368            | 35ª            | non qualificata | non qualificata |